# My Bloody Valentine (band)

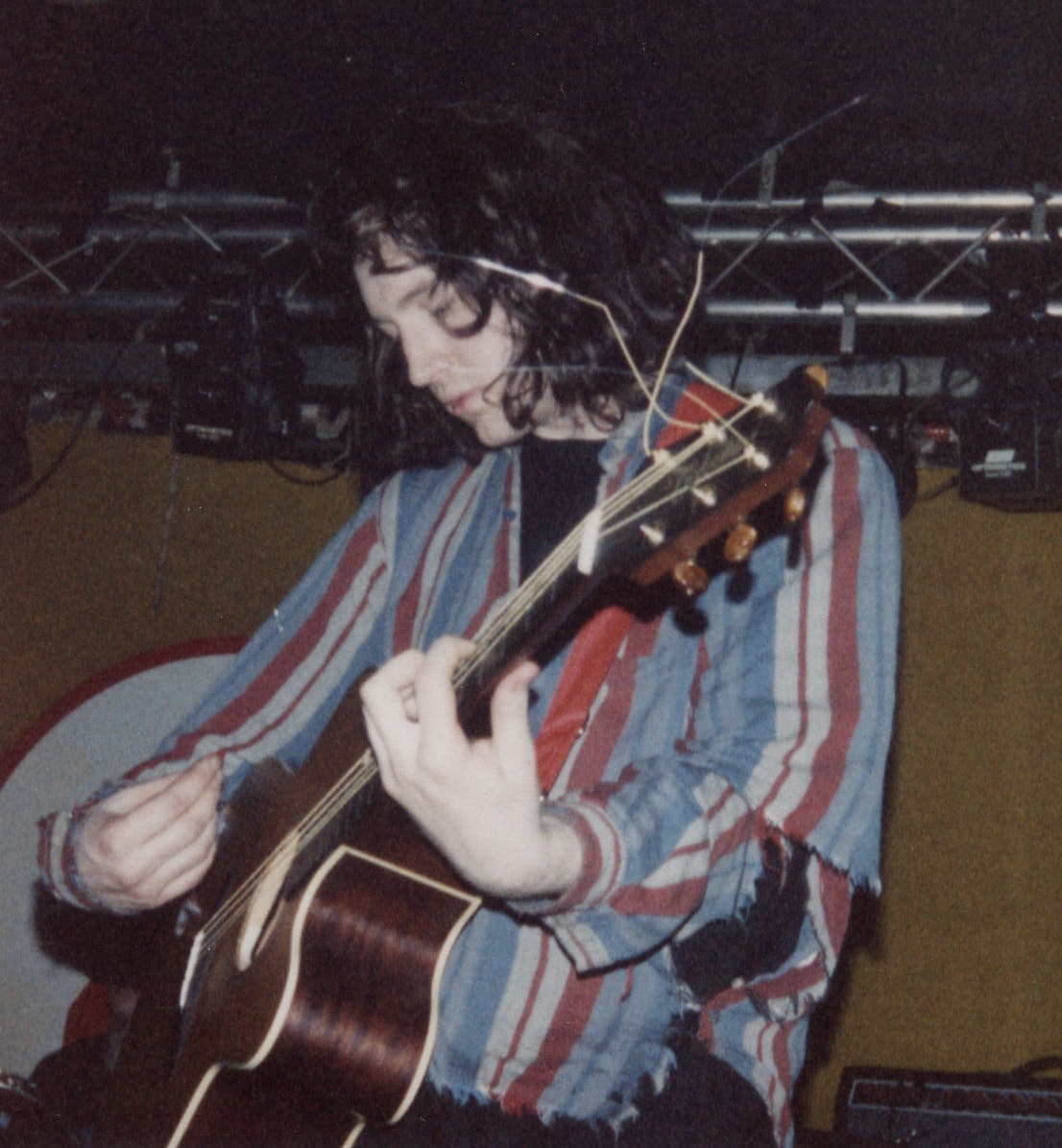
Kevin Shields in 1989

My Bloody Valentine is een Ierse/Engels alternative-rock band die in 1983 werd opgericht in Dublin. De kernbezetting van de groep bestaat uit gitarist/singer-songwriter Kevin Shields, drummer Colm O'Ciosoig, bassist Debbie Googe en gitarist/zangeres Bilinda Butcher. Hun muziek behoort tot het zogenaamde shoegaze-genre, waarin muziekmelodieën worden bedolven onder gigantische gitaarmuren van distortion, flanger, feedback en galm.

## Geschiedenis
My Bloody Valentine bracht drie volledige albums uit: Isn't Anything (1988), Loveless (1991) en m b v (2013). Vooral de tweede plaat werd later gezien als het hoogtepunt van het shoegaze-genre en komt ook regelmatig terug in lijstjes met de beste albums van de jaren negentig. De invloedrijke indie-website Pitchfork noemde Loveless in 1999 zelfs het beste album van de jaren negentig.
In 1997 viel de groep uit elkaar. Na jarenlange speculatie en een nooit aflatende geruchtenstroom kwam in november 2007 de bevestiging dat de groep terug samen was. In 2008 en 2009 hebben optredens plaatsgevonden, maar pas in februari 2013 werd het derde studioalbum m b v uitgebracht. In januari begon ook een nieuwe tour.

## Discografie

### Albums
| Album met eventuele hitnotering(en) in de Nederlandse Album Top 100 | Datum van verschijnen | Datum van binnenkomst | Hoogste positie | Aantal weken | Opmerkingen |
| ------------------------------------------------------------------- | --------------------- | --------------------- | --------------- | ------------ | ----------- |
| Isn't anything                                                      | 1988                  | 29-05-2021            | 63              | 1*           |             |
| Loveless                                                            | 1991                  | 29-05-2021            | 13              | 1*           |             |
| m b v                                                               | 2013                  | -                     | -               | -            |             |

### Ep's
- This is Your Bloody Valentine (januari 1985), minialbum
- Geek (december 1985)
- The New Record by My Bloody Valentine (september 1986)
- Sunny Sundae Smile (februari 1987)
- Strawberry Wine (augustus 1987)
- Ecstacy (november 1987), minialbum
- You Made Me Realise  (augustus 1988)
- Feed Me With Your Kiss  (november 1988)
- Glider (april 1990)
- Tremolo (februari 1991)